# باول روزنتال
باول روزنتال (بالإنجليزية: Paul Rosenthal)‏ هو سياسي أمريكي، ولد في 29 فبراير 1960 في نيويورك في الولايات المتحدة. حزبياً، نشط في حزب العمال المزارعين الديمقراطيين في مينيسوتا والحزب الديمقراطي. وقد انتخب عضو مجلس نواب مينيسوتا.

## وصلات خارجية
- الموقع الرسمي